# Homologi (biologi)

Homologins innebörd: Samband mellan olika ryggradsdjurs framben visas med olika färger.

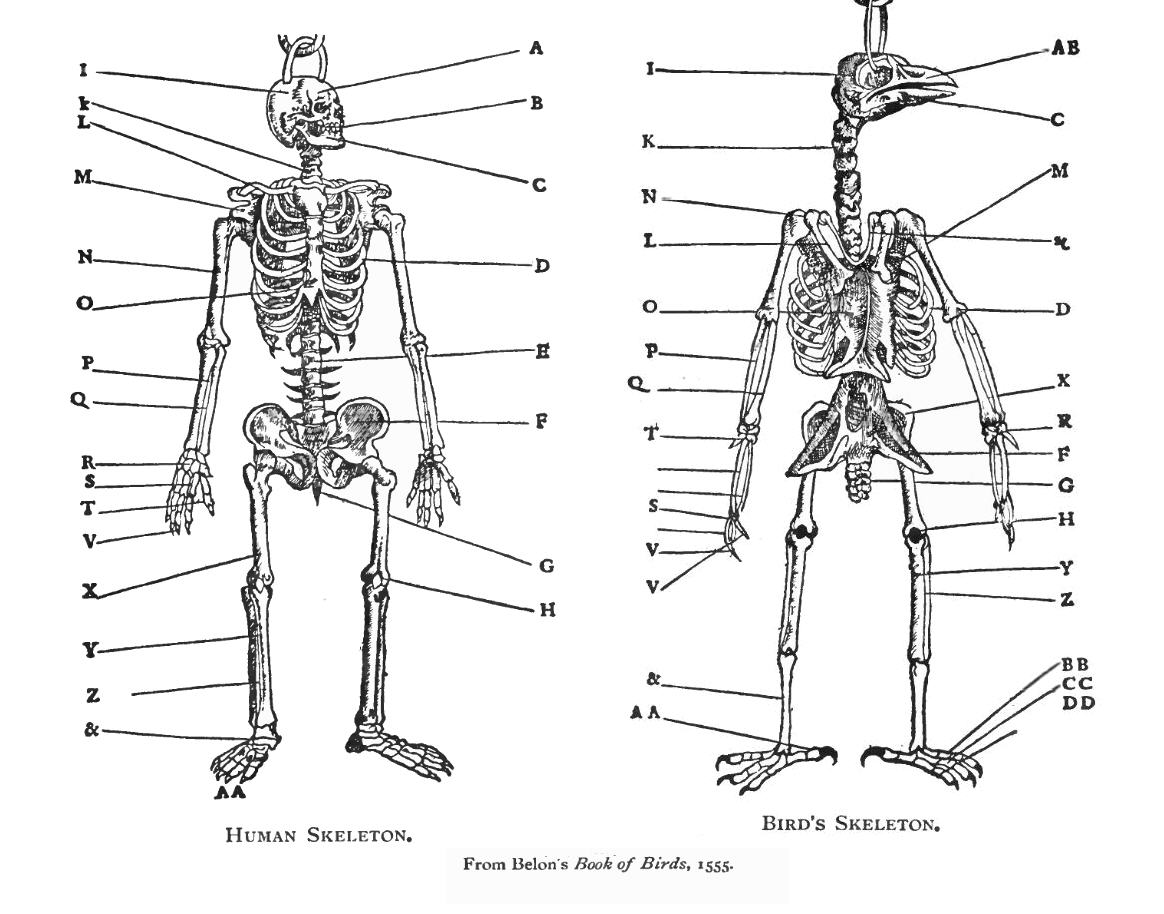
År 1555 jämförde Pierre Belon skelettet mellan människa och fågel i sitt verk l'Histoire de la nature des oyseaux.

Homologi är inom biologi fenomenet att morfologiska eller genetiska egenskaper hos olika organismer liknar varandra om organismerna har samma evolutionära ursprung. All systematik och alla fylogenier (hypoteser om släktskap) bygger på att man identifierar homologier mellan organismerna. 
Ett exempel på en homologi är människans armar och vingarna hos fåglar. Två delar hos olika organismer som har samma evolutionära ursprung. 
Skillnaden mellan homologi och analogi, där två delar också kan se likartade ut och ha samma funktion, är att analoga likheter inte beror på gemensamt evolutionärt ursprung. Som exempel är vingarna hos fåglar och fjärilar analoga. Motsvarande förändringar finns också i våra gener.
Inom genetiken har man definierat två olika sorters homologier: paraloger samt ortologer. Ortologer är  gener som har separerats genom artbildning, och det är därför sannolikt att deras funktion har bevarats i de olika arterna. Paraloger däremot är gener som uppstått genom genduplikation och de behöver inte ha likartad funktion. Någon av generna kan genomgå mutationer eftersom det fortfarande finns en intakt version. Inom molekylärbiologin kan till exempel hävdas att två proteiner är homologa om de har så pass stark likhet i en linjering eller superpositionering av deras tredimensionella strukturer att det finns skäl att tro att de har utvecklats (se evolution) från samma ursprungsprotein.